# 고호쿠 경찰서

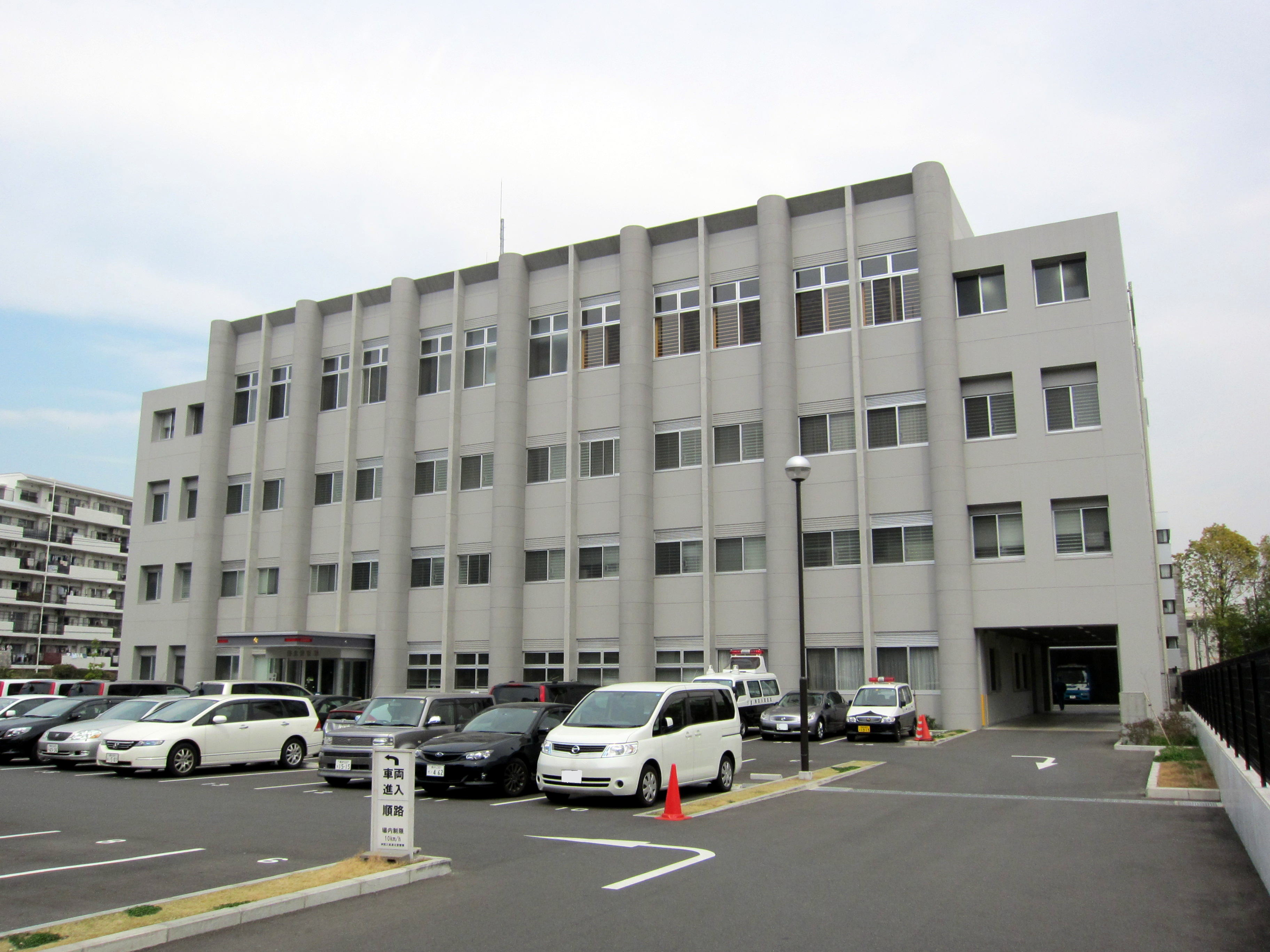
고호쿠 경찰서

고호쿠 경찰서(일본어: 港北警察署 고호쿠케사쓰쇼[*])는 요코하마시 고호쿠구에 위치한 경찰서이다. 관할 구역은 요코하마 고호쿠 전역이다.